# Košúty
Košúty este o comună slovacă, aflată în districtul Galanta din regiunea Trnava, pe malul râului Dudváh⁠(d). Localitatea se află la altitudinea de 120 m deasupra n.m., se întinde pe o suprafață de 14,73 km2 și în 2017 număra 1.683 de locuitori.

## Istoric
Localitatea Košúty este atestată documentar din 1138.

## Demografie
| An:                | 1994 | 2004   | 2014    | 2024    |
| ------------------ | ---- | ------ | ------- | ------- |
| Număr de persoane: | 1397 | 1476   | 1626    | 1940    |
| Diferență:         |      | +5,65% | +10,16% | +19,31% |

| An:                | 2023 | 2024   |
| ------------------ | ---- | ------ |
| Număr de persoane: | 1917 | 1940   |
| Diferență:         |      | +1,19% |